# Ренни, Джон Шоу
Джон Шоу Ренни (англ. John Shaw Rennie, 12 января 1917, Глазго — 12 августа 2002) — последний губернатор Британского Маврикия с 17 сентября 1962 года по 12 марта 1968 года и первый генерал-губернатор Маврикия с 12 марта по 3 сентября 1968 года.

## Биография
Джон Шоу Ренни родился в Глазго 12 января 1917 года. Когда ему было 10 лет, его мать умерла, а отец, рисовальщик, эмигрировал в Канаду, оставив Джона на воспитание тёти в Глазго. Джон получил образование в средней школе Хиллхеад, Университете Глазго, где изучил французский и немецкий языки.
После поступления на службу в колониальную администрацию он был отправлен в Баллиол-колледж Оксфорда, где прошёл годовой курс обучения. В 1940 году был отправлен курсантом в Танганьику. В 1942 году он был назначен помощником районного офицера, а в 1949 году стал окружным офицером. В это период он изучил суахили и два племенных языка Восточной Африки, а позже научился говорить свободно на итальянском языке. В 1946 году Ренни женился на Винифред Робертсон, а позже у них родился сын. В 1951 году Ренни был назначен заместителем министра колоний Великобритании для Маврикия. С 1955 по 1962 год занимал пост британского резидента в Вануату. С 1962 по 1968 год он был губернатором Британского Маврикия, а также следил за переходом Маврикия к независимости.
С 1968 по 1971 год Ренни был заместителем Лоуренса Микельмора, генерального комиссара Ближневосточного агентства ООН для помощи палестинским беженцам и организации работ, убедившего генерального секретаря ООН У Тана назначить Ренни в качестве своего преемника. Джон Шоу Ренни занимал пост генерального комиссара Ближневосточного агентства ООН для помощи палестинским беженцам и организации работ с 1971 по 1977 год. Его штаб-квартира располагалась в Бейруте и на своём посту он застал войну судного дня 1973 года и гражданскую войну в Ливане.
В 1955 году Ренни стал Офицером ордена Британской империи, в 1958 году Кавалером ордена Святого Михаила и Святого Георгия, в 1962 году Рыцарем-командором и в 1968 году Рыцарем Большого Креста.
После ухода на пенсию, Ренни и его жена жили в доме в Ислингтоне и другом в деревне в Умбрии.
Джон Шоу Ренни скончался 12 августа 2002 года. У него остались жена и сын.